# Berta acte
Berta acte är en fjärilsart som beskrevs av Swinhoe 1892. Berta acte ingår i släktet Berta och familjen mätare. Inga underarter finns listade i Catalogue of Life.